# Псота
Псота (словац. Psota) — річка; права притока Криванського потоку, протікає в окрузі Лученець.
Довжина приблизно 3.9-4.1 км[джерело?]. Витік знаходиться в масиві Ревуцька-Верховина (геоморфологічна підодиниця Цінобанське передгір'я) — на висоті приблизно 400-405 метрів.
Протікає територією сіл Томашовце; Подречани і Грегорова Вьєска. Впадає в Криванський поток на висоті близько 200-205 метрів.